# Rete filoviaria di Catania
La rete filoviaria di Catania era costituita da un complesso di linee urbane realizzate fra il 1949 e il 1951 in sostituzione della precedente rete tranviaria cittadina; furono attive fino al 1966.

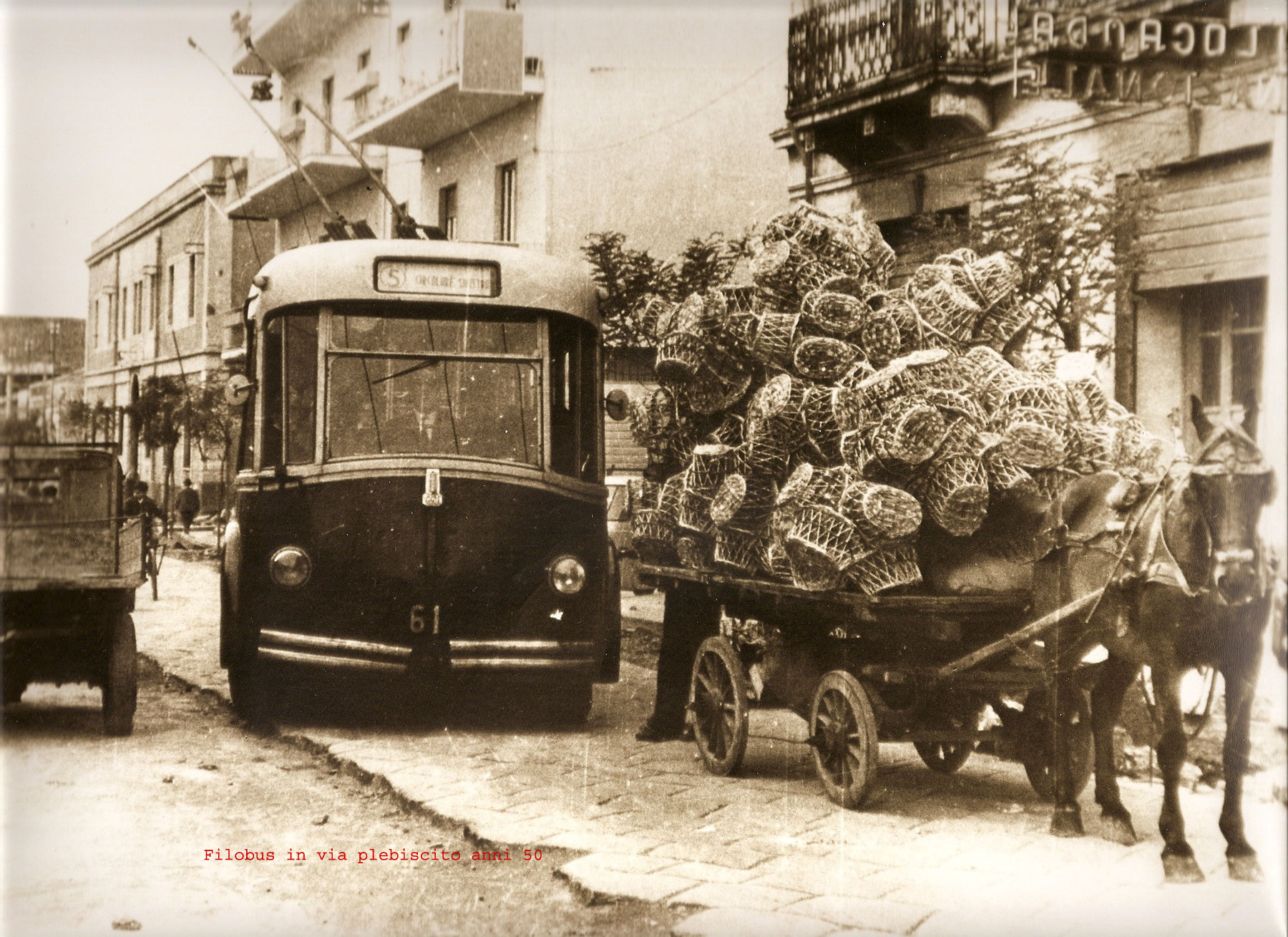
Fiat 668F CaNSA CGE matricola 61 in via Plebiscito, negli anni cinquanta.

## Storia
Le varie linee filoviarie di Catania furono realizzate nel secondo dopoguerra a cura della Società Catanese Trasporti (SCAT) per sostituire le linee tranviarie urbane seguendo una prassi che negli anni cinquanta portò ai minimi livelli il trasporto tranviario in quasi tutte le città italiane. Era infatti necessario, in molti casi, il rinnovamento di rotabili e linee, ormai obsoleti, e non si ritenne opportuno destinarvi elevate risorse ripiegando sul più economico e versatile filobus.
I conduttori aerei furono stesi nelle principali vie cittadine, a partire dal 1949, ricalcando di massima lo stesso tracciato delle tranvie, riutilizzandone le sospensioni murali e la palificazione e stendendo semplicemente un secondo filo elettrico affiancato a quello già in opera per i tram.
Il 7 aprile 1949 entrava in funzione la linea filoviaria n. 1, Stazione Centrale-Tondo Gioeni. Il 6 pomeriggio precedente il Vicario Generale della Diocesi di Catania, Monsignor Giuseppe Carciotto, in presenza delle autorità cittadine, aveva benedetti i nuovi filobus posti in parata in piazza Duomo, attorno alla Fontana dell'Elefante. Il 1º luglio 1950 la giunta comunale, con delibera n. 1983 approvava il regolamento di concessione delle filovie urbane.
Le linee tranviarie interessanti la via Etnea vennero interamente sostituite dai filobus a partire dal mese di aprile del 1951.
Nel 1964 le filovie vennero rilevate dall'Azienda Municipale Trasporti, di proprietà del comune; ma nonostante l'acquisizione di una dozzina di nuovi filobus di costruzione Aerfer, tutte le filovie vennero soppresse il 27 aprile 1966 e sostituite da autobus urbani.

## Mezzi
| Numeri sociali | Anno      | Telaio         | Carrozzeria      | Equipaggiamento elettrico | Note                                               |
| -------------- | --------- | -------------- | ---------------- | ------------------------- | -------------------------------------------------- |
| 51 ÷ 70        | 1949      | Fiat 668/122   | Cansa            | CGE                       | Un'unità venduta nel 1970 alla rete di Alessandria |
| 101÷125        | 1949-1950 | Fiat 672/122   | Cansa            | CGE                       |                                                    |
| 201÷204        | 1951      | Fiat 672/225   | Cansa            | CGE                       |                                                    |
| 301÷304        | 1952      | Alfa Romeo 140 | Casaro           | CGE                       |                                                    |
| 231÷240        | 1954      | Fiat 2472 CV44 | Viberti Monotral | CGE                       |                                                    |
| 81 ÷ 92        | 1962      | Fiat 2405      | AERFER VE 811    | CGE                       | Venduti nel 1967 alla rete di Salerno              |

## Linee filoviarie urbane
| Linea | Tratta                                 | Attivazione | Chiusura | Annotazioni                                                                                   |
| ----- | -------------------------------------- | ----------- | -------- | --------------------------------------------------------------------------------------------- |
| 1     | Stazione Centrale - Tondo Gioeni       | 1949        | 1966     | Limitata a Piazza Duomo per alcune corse (1 barrato)                                          |
| 2     | Piazza Palestro - Ognina               | 1951        | 1966     |                                                                                               |
| 3     | Acquicella - Picanello                 | 1951        | 1966     | Capolinea al piazzale antistante il Cimitero monumentale                                      |
| 4     | Piazza Duomo - Piazza Bonadies         | 1951        | 1966     | Domenica sussidiata per Stadio Cibali                                                         |
| 5     | Stazione centrale - Stazione centrale  | 1951        | 1966     | Linea circolare destra: 5 nero                                                                |
| 5     | Stazione centrale - Stazione centrale  | 1951        | 1966     | Linea circolare sinistra: 5 rosso                                                             |
| 6     | Piazza Duomo - Lidi Plaia              | 1952        | 1966     | Fino al Faro Biscari-solo periodo estivo (in seguito il capolinea fu spostato a P.zza Trento) |
| 7     | Stazione Centrale - Barriera del Bosco | 1951        | 1966     | Limitata a Piazza Duomo per alcune corse (7 barrato)                                          |